# مجلة الأزهر
مجلة الأزهر هي مجلة شهرية جامعة يصدرها مجمع البحوث الإسلامية بالأزهر الشريف في مطلع كل شهر عربي، و رئيس تحريرها هو نظير محمد عياد الأمين العام لمجمع البحوث الإسلامية وصدر العدد الأول في شهر المحرم عام 1349هـ الموافق 1931 حمل العدد الأول اسم (نور الإسلام).

## التاريخ والملف الشخصي
صدرت المجلة في عام 1931 تحت عنوان نور الإسلام بوصفها نشرة شهرية. ثم غُير الاسم إلى مجلة الأزهر في عام 1935. الناشر مملوك لجامعة الأزهر، ومقره القاهرة.
وكانت مجلة الأزهر إحدى المطبوعات التي عارضت الإصلاحات في الخمسينيات. وفي ستينيات القرن العشرين كان رئيس تحريرها أحمد حسن الزيات. وكان محمود شلتوت أحد المساهمين في مجلة الأزهر التي نشرت فتاواها في المجلة. وفي العدد الخاص من مجلة الأزهر الصادر سنة 1978 للاحتفال بمرور ألف عام على تأسيس جامعة الأزهر كان يوسف القرضاوي هو المساهم الرئيس.

## وصلات خارجية
- الموقع الرسمي للمجلة.
- الصفحة الرسمية للمجلة على موقع فيس بوك.